# Eugen Crișan
Eugen Crișan (n. 10 mai 1946, Teiuș, jud. Alba) este politician român, deputat în legislatura 1992-1996, ales în județul Alba pe listele partidului PUNR. Pînă în luna septembrie 1993 a făcut parte din Comisia pentru politică economică, reformă și privatizare, iar în continuare a trecut la Comisia pentru apărare, ordine publică și siguranță națională. Eugen Crișan este de profesie inginer.